# Joop Zoetemelk
Joop Zoetemelk (Rijpwetering, Países Baixos, 3 de dezembro de 1946) é um antigo ciclista neerlandês. Venceu uma medalha de ouro nos Jogos Olímpicos de Verão de 1968 na Cidade do México e de um Tour de France (1980). Zoetemelk concorreu 16 vezes ao Tour de France e chegou ao fim em todos, sendo este o recorde do Tour.

## Premiações
1968
- Medalha de Ouro nas Olimpíadas de 1968

1969
- 1º no Tour de l'Avenir

1970
- 2º no Tour de France
- 2º no Henninger Turm
- 3º no Tour de Romandie
- 4º no Tour du Luxembourg
- 5º na Flecha Brabanta
- 7º na Dauphiné Libéré
- 15º no Paris-Luxembourg (mais uma etapa)

1971
- 1º no Campeonato da Holanda
- 2º no Tour de France e 2º na classificação da montanha
- 2º no Midi Libre e classificação da montanha
- 2º no GP des Nations
- 4º no Tour du Luxembourg (mais uma etapa)
- 4º na Flecha Valona
- 6º na Volta a Espanha (mais uma etapa) e classificação da montanha
- 9º na Flecha Brabanta

1972
- 2º no Campeonato da Holanda
- 2º no Midi Libre
- 2º no GP des Nations
- 2º no GP Sintra (mais uma etapa)
- 3º no Amstel Gold Race
- 3º na Volta a Bélgica
- 5º no Tour de France e 3º na classificação da pontuação
- 5º no Campeonato do Mundo de ciclismo
- 6º na Giro di Lombardia
- 10º na Paris-Nice

1973
- 1º no Campeonato da Holanda
- 2º na Paris-Nice (mais uma etapa)
- 2º no Midi Libre (mais duas etapas) e classificação da montanha
- 3º na Dauphiné Libéré (mais uma etapa)
- 3º no GP des Nations
- 3º no 4 Dias de Dunkerque
- 4º no Tour de France (mais duas etapas) e 2º na classificação da pontuação
- 4º no Amstel Gold Race
- 4º na Escalada a Montjuich (mais uma etapa)
- 5º no Campeonato do Mundo de ciclismo
- 5º na Volta a Flandres
- 8º no Paris-Camembert
- 9º no Liège-Bastogne-Liège

1974
- 1º na Paris-Nice (mais duas etapas)
- 1º no Tour de Romandie (mais uma etapa)
- 1º na Semana Catalana (mais uma etapa)
- 9º no Tour do Mediterráneo (mais uma etapa)

1975
- 1º na Paris-Nice (mais duas etapas)
- 1º na Volta a Holanda (mais uma etapa)
- 2º no Midi Libre
- 2º no GP des Nations
- 2º na Escalada a Montjuich (mais uma etapa)
- 3º no Campeonato da Holanda
- 3º na Dauphiné Libéré
- 3º na Semana Catalana
- 4º no Tour de France (mais uma etapa) e 3º na classificação da montanha
- 5º no Campeonato do Mundo de ciclismo
- 8º na Flecha Valona
- ?º no Tour de Córcega (mais duas etapas)

1976
- 1º na Flecha Valona
- 2º no Tour de France (mais três etapas) e 3º na classificação da montanha
- 2º na Escalada a Montjuich (mais uma etapa)
- 3º no GP des Nations
- 4º no Campeonato do Mundo de ciclismo
- 4º no Campeonato da Holanda
- 4º na Giro di Lombardia
- 4º no Tour do Mediterráneo
- 6º no Amstel Gold Race
- 8º na Dauphiné Libéré (mais uma etapa)
- 8º na Paris-Nice
- 9º no Midi Libre
- 10º no Liège-Bastogne-Liège
- 10º no GP E3-Harelbeke
- 10º no GP Valônia

1977
- 2º no Tour de Romandie
- 2º no GP des Nations
- 3º no Midi Libre
- 3º na Volta a Catalunya
- 7º na Giro di Lombardia
- 7º na Dauphiné Libéré
- 8º no Tour de France

1978
- 1º no Paris-Camembert
- 2º no Tour de France (mais uma etapa) e 3º na classificação da montanha
- 2º no Tour du Haut-Var
- 3º no Amstel Gold Race
- 3º na Paris-Nice
- 4º na Dauphiné Libéré
- 4º na Volta a Holanda
- 4º no GP des Nations
- 6º no Campeonato do Mundo de ciclismo
- 6º no Critérium Internacional (mais uma etapa)
- 6º no Midi Libre
- 6º no 4 Dias de Dunkerque
- 7º no Campeonato da Holanda
- 7º na Flecha Valona
- 7º na Giro di Lombardia

1979
- 1º na Volta a Espanha (mais duas etapas) e 3º na classificação da montanha e 3º na classificação da pontuação
- 1º na Paris-Nice (mais uma etapa)
- 1º no Critérium Internacional (mais uma etapa)
- 1º no Tour du Haut-Var
- 2º no Tour de France (mais uma etapa) e 3º na classificação da pontuação
- 2º no Campeonato da Holanda
- 3º no GP des Nations
- 3º na Escalada a Montjuich
- 4º no Paris-Roubaix
- 5º no Amstel Gold Race
- 7º na Flecha Valona
- 7º no Paris-Camembert
- 10º na Volta a Flandres
- 13º na Dauphiné Libéré (mais uma etapa)
- 19º no Tour de Córcega (mais uma etapa)

1980
- 1º no Tour de France (mais duas etapas)
- 3º na Volta a Suíça
- 5º no Tour de Romandie (mais uma etapa)
- 8º na Escalada a Montjuich (mais uma etapa)
- 9º na Dauphiné Libéré (mais uma etapa)
- 10º na Flecha Valona

1981
- 1º na Escalada a Montjuich (mais duas etapas)
- 2º na Campeonato da Europa (derny)
- 4º no Tour de France
- 4º na Volta a Holanda

1982
- 1º no GP Eddy Merckx (derny)
- 2º no Tour de France
- 2º na Escalada a Montjuich (mais uma etapa)
- 3º no Campeonato da Holanda
- 4º no Campeonato do Mundo de ciclismo
- 7º no Midi Libre

1983
- 1º no Campeonato da Holanda (derny)
- 1º no Tour du Haut-Var
- 2º no Midi Libre
- 2º no Tour do Mediterráneo
- 3º no Critérium Internacional
- 4º na Paris-Nice
- 4º na Escalada a Montjuich
- 6º na Flecha Valona
- 23º no Tour de France

1984
- 2º no Campeonato da Holanda (derny)
- 4º na Escalada a Montjuich
- 9º no Liège-Bastogne-Liège
- 9º no Tirreno-Adriático
- 10º no Campeonato do Mundo de ciclismo
- 30º no Tour de France

1985
- 1º no Campeonato do Mundo de ciclismo
- 1º no Campeonato da Holanda (derny)
- 1º no Tirreno-Adriático (mais uma etapa)
- 1º no Veenendaal-Veenendaal
- 3º na Escalada a Montjuich
- 3º no GP Valônia
- 4º no Tour de Romandie
- 5º no Tour do Mediterráneo
- 7º no Campeonato da Holanda
- 7º no Critérium Internacional
- 12º no Tour de France

1986
- 2º no Amstel Gold Race
- 2º no Campeonato da Holanda (derny)
- 3º na Dauphiné Libéré
- 4º no Campeonato da Holanda
- 4º na Volta a Suécia
- 5º no Tour do Mediterráneo
- 6º na Flecha Valona
- 24º no Tour de France

1987
- 1º no Amstel Gold Race
- 2º na Escalada a Montjuich
- 10º no 4 Dias de Dunkerque